# TTL 7410

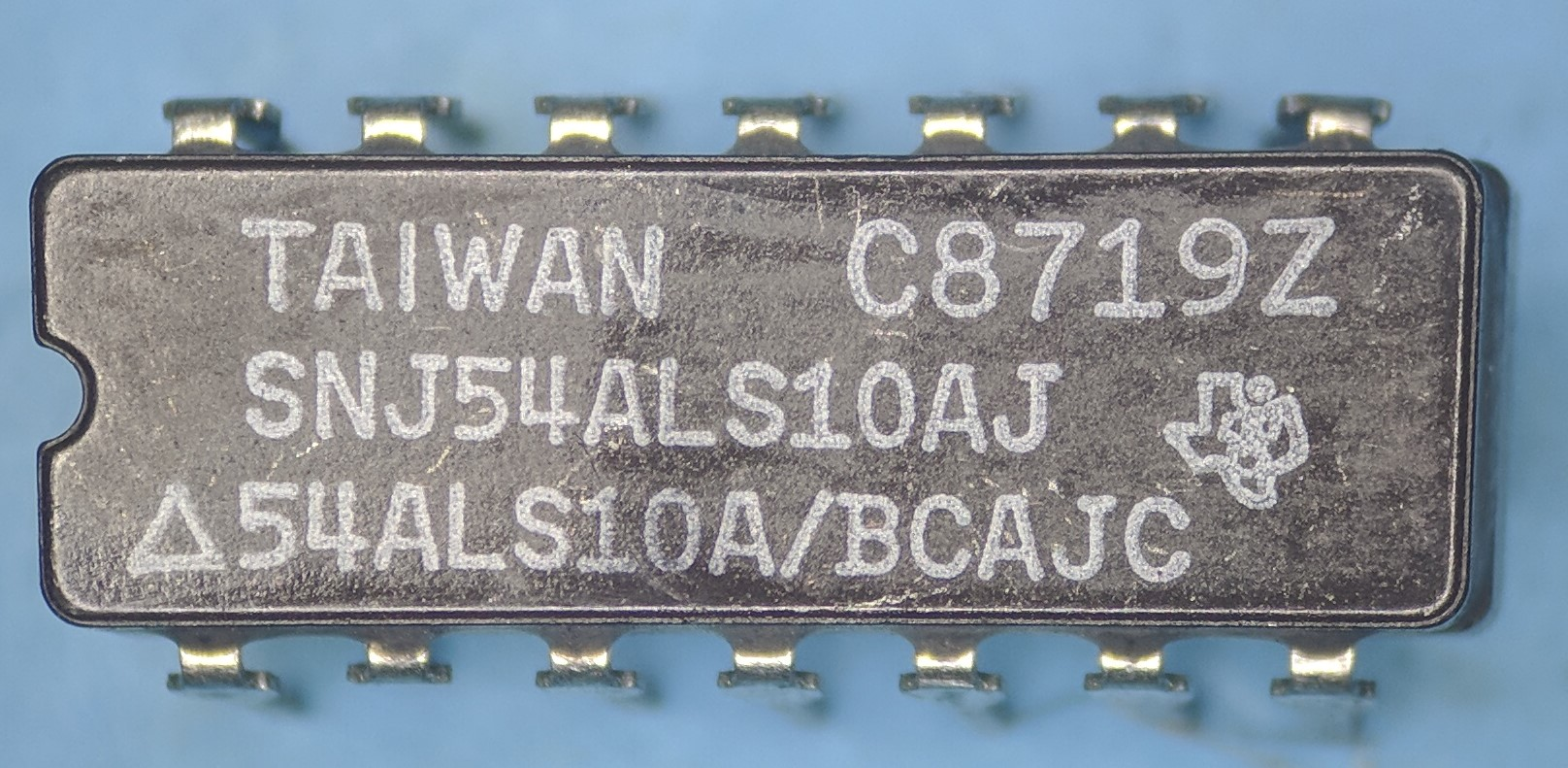
Circuito integrado SN54ALS10AJ da Texas Instruments

Diagrama de pinos de um circuito integrado 7410

Um die de circuito integrado SN54ALS10AJ

O dispositivo TTL 7410 é um circuito lógico com a tecnologia TTL, possuindo três portas NAND de três entradas cada porta.
Os circuitos integrados da familia TTL são identificados por 74XXX enquanto que os circuitos da familia CMOS são identificados por 40XXX.